# John Personne
Johan "John" Wilhelm Personne, född 14 december 1849 i Maria Magdalena församling i Stockholm, död 16 november 1926 i Linköping, Östergötlands län, var teolog och biskop i Linköpings stift.
Personnes främsta insats var som ledamot av och sekreterare i den bibelkommission, som arbetade fram 1917 års kyrkobibel. Han arbetade också med de gammaltestamentliga apokryferna, som publicerades som komplement till Bibeln 1921.
Han var en stark anhängare av sin tids moderna bibelforskning. Vetenskaplig bibelkritik var för honom främst kritik mot de föreställningar som människor hade om Bibeln, och uppfattningar knutna till den, inte av Bibeln som sådan. Han ansåg att Bibeln var inspirerad av Gud men inte ord för ord; Bibeln är inte Guds ord, utan innehåller Guds ord.
Hans egen tid kände Personne mest som försvarare av sedlighet och moral, särskilt genom kritik av August Strindberg och andra unga skribenter som Personne betecknade som "sedesfördärvliga". Han gjorde ett inlägg apropå Giftasprocessen 1884. Skriften Strindbergs-litteraturen och osedligheten bland skolungdomen 1887 blev mycket uppmärksammad. Personne gjorde även häftiga attacker på förläggaren Albert Bonnier, bland annat på grund av Bonnier var jude. Personnes beskrivning av förläggare av moraliskt usel litteratur blev mycket spridd och Bokförläggareföreningen splittrades, troligen som en direkt följd då Personne lyckats starkt påverka opinionen.
| ” | för min del kan jag icke inse den moraliska skillnaden mellan en sådan förläggare och en tjuvköpare eller bordellförestånderska | „ |

Under Personnes tid som biskop var Linköpings stift starkt präglat av olika pietistiska väckelserörelser. Relationen mellan biskopen och dessa var sval. Hans herdabrev, utfärdat 1910, innehöll passager som uppfattades som kritik mot frikyrkligheten vilket orsakade uppståndelse och långdragen polemik.

## Biografi
Personne  föddes 1849 i Maria Magdalena församling i Stockholm. Han var son till kammarskrivaren Wilhelm Theodor Personne i Generalpoststyrelsen och Maria Charlotta Asplund (från Norrköping). Efter studier vid Katarina läroverk och Stockholms gymnasium blev Personne student vid Uppsala universitet höstterminen 1868, filosofie kandidat 1872, genomförde provår i Stockholm 1874–1875, blev filosofie doktor 1875, student vid Tübingens universitet 1877, teologie kandidat 1880, prästvigdes i Uppsala 1881, blev lektor i kristendom och modersmålet vid Norra Latin 1881 och var föreståndare för Wallinska flickskolan 1884–1886. Han blev domprost i Linköpings församling 1897 och tillträdde direkt, utnämndes till biskop i Linköpings stift 1910 och tillträdde 1911.
Personne var sekreterare i samfundet "Pro fide et christianismo" 1884–1897, inspektor över dess kateketskolor 1883–1897, samt ledamot i dess styrelse 1890-1897.

### Familj
Personne gifte sig 23 september 1885 med Nanna von Knorring (1858-1826). Hon var dotter till överstelöjtnanten Oscar von Knorring och Nanny Christina Hällberg. De fick tillsammans barnen löjtnanten Johan Eric Theodor Personne (1887–1967) vid Göta trängkår, Nanna Maria Kristina Personne (1888–1975) som var gift med pastoratsadjunkt Oskar Albin Hansson i Katarina församling, författaren Folke Personne (1890–1968) och Signe Personne (1894–1940) som var gift med lantbruksforskaren Gustav Sundelin.

## Släkt
John Personne var kusin till teatermannen Nils Personne.